# Jari Sillanpää
Jari Sillanpää, né le 16 août 1965 à Ludvika (Suède), est un chanteur finlandais.
Il est surnommé en Finlande « le roi du tango ». Il est ouvertement homosexuel depuis 2006.
Il a représenté la Finlande au Concours Eurovision de la chanson en 2004, 2005 et 2009.

## Discographie
- Jari Sillanpää (1996)
- Hyvää Joulua (Joyeux Noël) (1996)
- Auringonnousu (Lever du soleil) (1997)
- Varastetut helmet (Perles volées) (1998)
- Onnenetsijä (Chercheur de bonheur) (1999)
- Kuninkaan kyyneleet (Larmes de roi) (2000) – Collection
- Maa on niin kaunis (Le pays est si beau) (2000)
- Hän kertoo sen sävelin (Il raconte avec des mélodies) (2001)
- Määränpää tuntematon (Destination inconnue) (2003)
- Parhaat (Le meilleur) (2005) – Collection
- Albumi (Album) (2008)
- Al Ritmo Latino (2008)
- Kuin elokuvissa (Comme au cinéma) (2009)
- Millainen laulu jää (2011)
- Rakkaudella merkitty mies (2014)

## Prix et récompenses
- Prix Emma, 1997
- Iskelmä-Finlandia, 2005